# Viuz-en-Sallaz
Viuz-en-Sallaz is een gemeente in het Franse departement Haute-Savoie (regio Auvergne-Rhône-Alpes) en telt 3373 inwoners (1999). De plaats maakt deel uit van het arrondissement Bonneville.

## Geografie
De oppervlakte van Viuz-en-Sallaz bedraagt 21,0 km², de bevolkingsdichtheid is 160,6 inwoners per km².
De onderstaande kaart toont de ligging van Viuz-en-Sallaz met de belangrijkste infrastructuur en aangrenzende gemeenten.

## Demografie
Onderstaande figuur toont het verloop van het inwonertal (bron: INSEE-tellingen).